# اچ‌ام‌اس تایگر بی
اچ‌ام‌اس تایگر بی (به انگلیسی: HMS Tiger Bay) یک کشتی بود که طول آن ۲۷٫۶ متر (۹۰ فوت ۷ اینچ) بود. این کشتی در سال ۱۹۷۸ ساخته شد.